# ISO 3166-2:KI

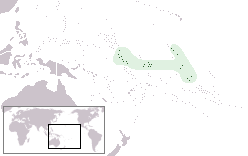
موقعیت جغرافیایی کیریباتی

کد ISO 3166-2:KI بخشی از استاندارد ایزو ۳۱۶۶ برای کشور کیریباتی است که توسط سازمان بین‌المللی استانداردسازی ISO تنظیم شده‌است این سازمان، کدهای استاندارد را برای تقسیمات کشوری (ایالت‌ها یا استان‌های) کشورهای فهرست شده در استاندارد ایزو ۳۱۶۶-۱ تعریف می‌کند.
هر کد شامل دو بخش می‌گردد که توسط علامت - جدا می‌گردند.
- بخش نخست KI که در ایزو ۳۱۶۶-۱ آلفا-۲ کد  کشور کیریباتی است.
- بخش دوم شامل یک یا دو یا سه حرف است که بیان کننده استان یا ایالت کشور کیریباتی می‌باشد.

## کدها
| کدها | جزیره        |
| ---- | ------------ |
| KI-G | جزایر گیلبرت |
| KI-L | جزایر لاین   |
| KI-P | جزایر فینیکس |